# Lagrangiana de Darwin
A lagrangiana de Darwin (nomeado em homenagem a Charles Galton Darwin, neto do naturalista) descreve a interação que conduz a {\textstyle {v^{2}}/{c^{2}}} entre duas partículas carregadas no vácuo, em que c é a velocidade da luz.  Foi derivado antes do advento da mecânica quântica e resultou de uma investigação mais detalhada das interações eletromagnéticas clássicas dos elétrons em um átomo.  A partir do modelo de Bohr sabia-se que eles deveriam estar se movendo com velocidades próximas à da luz.
A lagrangiana completa para duas partículas em interação é
{\displaystyle L=L_{\text{f}}+L_{\text{int}},}
onde a parte da partícula livre é
{\displaystyle L_{\text{f}}={\frac {1}{2}}m_{1}v_{1}^{2}+{\frac {1}{8c^{2}}}m_{1}v_{1}^{4}+{\frac {1}{2}}m_{2}v_{2}^{2}+{\frac {1}{8c^{2}}}m_{2}v_{2}^{4},}
A interação é descrita como
{\displaystyle L_{\text{int}}=L_{\text{C}}+L_{\text{D}},}
onde a interação de Coulomb em unidades gaussianas é
{\displaystyle L_{\text{C}}=-{\frac {q_{1}q_{2}}{r}},}
enquanto a interação de Darwin é
{\displaystyle L_{\text{D}}={\frac {q_{1}q_{2}}{r}}{\frac {1}{2c^{2}}}\mathbf {v} _{1}\cdot \left[\mathbf {1} +{\hat {\mathbf {r} }}{\hat {\mathbf {r} }}\right]\cdot \mathbf {v} _{2}.}
Aqui q1 e q2 são as cargas nas partículas 1 e 2, respectivamente, m1 e m2 são as massas das partículas, v1 e v2 são as velocidades das partículas, c é a velocidade da luz, r é o vetor entre as duas partículas, e {\displaystyle {\hat {\mathbf {r} }}} é o vetor unitário na direção de r.
A primeira parte é a expansão de Taylor da lagrangiana livre de duas partículas relativísticas de segunda ordem em v.  O termo de interação de Darwin é devido a uma partícula reagindo ao campo magnético gerado pela outra partícula.  Se termos de ordem superior em v/c forem retidos, então os graus de liberdade do campo devem ser levados em consideração, e a interação não pode mais ser considerada instantânea entre as partículas.  Nesse caso, os efeitos de retardo devem ser levados em conta.:

## Derivação no vácuo
A interação relativística lagrangiana para uma partícula com carga q interagindo com um campo eletromagnético é:
{\displaystyle L_{\text{int}}=-q\Phi +{\frac {q}{c}}\mathbf {u} \cdot \mathbf {A} ,}
onde u é a velocidade relativística da partícula.  O primeiro termo à direita gera a interação de Coulomb. O segundo termo gera a interação de Darwin.
O vetor potencial in the calibre de Coulomb é descrito por:242
{\displaystyle \nabla ^{2}\mathbf {A} -{\frac {1}{c^{2}}}{\frac {\partial ^{2}\mathbf {A} }{\partial t^{2}}}=-{\frac {4\pi }{c}}\mathbf {J} _{t}}
onde a corrente transversal Jt é a corrente solenoidal (ver decomposição de Helmholtz) gerado por uma segunda partícula.  A divergência da corrente transversal é zero.
A corrente gerada pela segunda partícula é
{\displaystyle \mathbf {J} =q_{2}\mathbf {v} _{2}\delta {\left(\mathbf {r} -\mathbf {r} _{2}\right)},}
a qual tem uma transformada de Fourier
{\displaystyle \mathbf {J} \left(\mathbf {k} \right)\equiv \int d^{3}r\exp \left(-i\mathbf {k} \cdot \mathbf {r} \right)\mathbf {J} \left(\mathbf {r} \right)=q_{2}\mathbf {v} _{2}\exp \left(-i\mathbf {k} \cdot \mathbf {r} _{2}\right).}
A componente transversal da corrente é
{\displaystyle \mathbf {J} _{t}(\mathbf {k} )=q_{2}\left[\mathbf {1} -{\hat {\mathbf {k} }}{\hat {\mathbf {k} }}\right]\cdot \mathbf {v} _{2}e^{-i\mathbf {k} \cdot \mathbf {r} _{2}}.}
É facilmente verificado que
{\displaystyle \mathbf {k} \cdot \mathbf {J} _{t}(\mathbf {k} )=0,}
o qual deve ser verdadeiro se a divergência da corrente transversal for zero.  Vemos que {\displaystyle \mathbf {J} _{t}(\mathbf {k} )} é a componente da corrente transformada de Fourier perpendicular a k.
Da equação do potencial vetorial, a transformada de Fourier do potencial vetorial é
{\displaystyle \mathbf {A} \left(\mathbf {k} \right)={\frac {4\pi }{c}}{\frac {q_{2}}{k^{2}}}\left[\mathbf {1} -{\hat {\mathbf {k} }}{\hat {\mathbf {k} }}\right]\cdot \mathbf {v} _{2}e^{-i\mathbf {k} \cdot \mathbf {r} _{2}}}
onde mantivemos apenas o termo de ordem mais baixa em v/c.
A transformada inversa de Fourier do potencial vetorial é
{\displaystyle \mathbf {A} \left(\mathbf {r} \right)=\int {\frac {d^{3}k}{\left(2\pi \right)^{3}}}\;\mathbf {A} (\mathbf {k} )\;e^{i\mathbf {k} \cdot \mathbf {r} _{1}}={\frac {q_{2}}{2c}}{\frac {1}{r}}\left[\mathbf {1} +{\hat {\mathbf {r} }}{\hat {\mathbf {r} }}\right]\cdot \mathbf {v} _{2}}
onde
{\displaystyle \mathbf {r} =\mathbf {r} _{1}-\mathbf {r} _{2}}
O termo da interação de Darwin na lagrangiana é então
{\displaystyle L_{\text{D}}={\frac {q_{1}q_{2}}{r}}{\frac {1}{2c^{2}}}\mathbf {v} _{1}\cdot \left[\mathbf {1} +{\hat {\mathbf {r} }}{\hat {\mathbf {r} }}\right]\cdot \mathbf {v} _{2}}
onde novamente mantivemos apenas o termo de menor ordem em v/c.

## Equações lagrangianas de movimento
A equação de movimento de uma das partículas é
{\displaystyle {\frac {d}{dt}}{\frac {\partial }{\partial \mathbf {v} _{1}}}L\left(\mathbf {r} _{1},\mathbf {v} _{1}\right)=\nabla _{1}L\left(\mathbf {r} _{1},\mathbf {v} _{1}\right)}
{\displaystyle {\frac {d\mathbf {p} _{1}}{dt}}=\nabla _{1}L\left(\mathbf {r} _{1},\mathbf {v} _{1}\right)}
onde p1 é o momento da partícula.

### Partícula livre
A equação de movimento para uma partícula livre desprezando as interações entre as duas partículas é
{\displaystyle {\frac {d}{dt}}\left[\left(1+{\frac {1}{2}}{\frac {v_{1}^{2}}{c^{2}}}\right)m_{1}\mathbf {v} _{1}\right]=0}
{\displaystyle \mathbf {p} _{1}=\left(1+{\frac {1}{2}}{\frac {v_{1}^{2}}{c^{2}}}\right)m_{1}\mathbf {v} _{1}}

### Partículas interagindo
Para partículas em interação, a equação de movimento torna-se
{\displaystyle {\frac {d}{dt}}\left[\left(1+{\frac {1}{2}}{\frac {v_{1}^{2}}{c^{2}}}\right)m_{1}\mathbf {v} _{1}+{\frac {q_{1}}{c}}\mathbf {A} \left(\mathbf {r} _{1}\right)\right]=-\nabla {\frac {q_{1}q_{2}}{r}}+\nabla \left[{\frac {q_{1}q_{2}}{r}}{\frac {1}{2c^{2}}}\mathbf {v} _{1}\cdot \left[\mathbf {1} +{\hat {\mathbf {r} }}{\hat {\mathbf {r} }}\right]\cdot \mathbf {v} _{2}\right]}
{\displaystyle {\frac {d\mathbf {p} _{1}}{dt}}={\frac {q_{1}q_{2}}{r^{2}}}{\hat {\mathbf {r} }}+{\frac {q_{1}q_{2}}{r^{2}}}{\frac {1}{2c^{2}}}\left\{\mathbf {v} _{1}\left({{\hat {\mathbf {r} }}\cdot \mathbf {v} _{2}}\right)+\mathbf {v} _{2}\left({{\hat {\mathbf {r} }}\cdot \mathbf {v} _{1}}\right)-{\hat {\mathbf {r} }}\left[\mathbf {v} _{1}\cdot \left(\mathbf {1} +3{\hat {\mathbf {r} }}{\hat {\mathbf {r} }}\right)\cdot \mathbf {v} _{2}\right]\right\}}
{\displaystyle \mathbf {p} _{1}=\left(1+{\frac {1}{2}}{\frac {v_{1}^{2}}{c^{2}}}\right)m_{1}\mathbf {v} _{1}+{\frac {q_{1}}{c}}\mathbf {A} \left(\mathbf {r} _{1}\right)}
{\displaystyle \mathbf {A} \left(\mathbf {r} _{1}\right)={\frac {q_{2}}{2c}}{\frac {1}{r}}\left[\mathbf {1} +{\hat {\mathbf {r} }}{\hat {\mathbf {r} }}\right]\cdot \mathbf {v} _{2}}
{\displaystyle \mathbf {r} =\mathbf {r} _{1}-\mathbf {r} _{2}}

## Hamiltoniana para duas partículas no vácuo
A hamiltoniana de Darwin para duas partículas no vácuo está relacionado à lagrangiana por uma transformada de Legendre, isto é,
{\displaystyle H=\mathbf {p} _{1}\cdot \mathbf {v} _{1}+\mathbf {p} _{2}\cdot \mathbf {v} _{2}-L.}
A hamiltoniana torna-se
{\displaystyle H\left(\mathbf {r} _{1},\mathbf {p} _{1},\mathbf {r} _{2},\mathbf {p} _{2}\right)=\left(1-{\frac {1}{4}}{\frac {p_{1}^{2}}{m_{1}^{2}c^{2}}}\right){\frac {p_{1}^{2}}{2m_{1}}}\;+\;\left(1-{\frac {1}{4}}{\frac {p_{2}^{2}}{m_{2}^{2}c^{2}}}\right){\frac {p_{2}^{2}}{2m_{2}}}\;+\;{\frac {q_{1}q_{2}}{r}}\;-\;{\frac {q_{1}q_{2}}{r}}{\frac {1}{2m_{1}m_{2}c^{2}}}\mathbf {p} _{1}\cdot \left[\mathbf {1} +\mathbf {\hat {r}} \mathbf {\hat {r}} \right]\cdot \mathbf {p} _{2}.}
Essa hamiltoniana fornece a energia de interação entre as duas partículas. Argumentou-se recentemente que, quando expressas em termos de velocidades de partículas, deveríamos simplesmente definir {\displaystyle \mathbf {p} =m\mathbf {v} } no último termo e inverter seu sinal.

### Equações de movimento
As equações de movimento hamiltonianas são
{\displaystyle \mathbf {v} _{1}={\frac {\partial H}{\partial \mathbf {p} _{1}}}}
e
{\displaystyle {\frac {d\mathbf {p} _{1}}{dt}}=-\nabla _{1}H,}
a qual resulta
{\displaystyle \mathbf {v} _{1}=\left(1-{\frac {1}{2}}{\frac {p_{1}^{2}}{m_{1}^{2}c^{2}}}\right){\frac {\mathbf {p} _{1}}{m_{1}}}-{\frac {q_{1}q_{2}}{2m_{1}m_{2}c^{2}}}{\frac {1}{r}}\left[\mathbf {1} +{\hat {\mathbf {r} }}{\hat {\mathbf {r} }}\right]\cdot \mathbf {p} _{2}}
e
{\displaystyle {\frac {d\mathbf {p} _{1}}{dt}}={\frac {q_{1}q_{2}}{r^{2}}}{\hat {\mathbf {r} }}\;+\;{\frac {q_{1}q_{2}}{r^{2}}}{\frac {1}{2m_{1}m_{2}c^{2}}}\left\{\mathbf {p} _{1}\left({{\hat {\mathbf {r} }}\cdot \mathbf {p} _{2}}\right)+\mathbf {p} _{2}\left({{\hat {\mathbf {r} }}\cdot \mathbf {p} _{1}}\right)-{\hat {\mathbf {r} }}\left[\mathbf {p} _{1}\cdot \left(\mathbf {1} +3{\hat {\mathbf {r} }}{\hat {\mathbf {r} }}\right)\cdot \mathbf {p} _{2}\right]\right\}}

## Eletrodinâmica quântica
A estrutura da interação de Darwin também pode ser vista claramente em eletrodinâmica quântica e devido à troca de fótons na ordem mais baixa de teoria da perturbação.  Quando o fóton tem quadrimomento pμ = ħkμ com vetor de onda kμ = (ω /c, k), seu propagador no calibre de Coulomb tem dois componentes.
{\displaystyle D_{00}(k)={1 \over \mathbf {k} ^{2}}}
resulta na interação de Coulomb entre duas partículas carregadas, enquanto
{\displaystyle D_{ij}(k)={1 \over \omega ^{2}-c^{2}\mathbf {k} ^{2}}\left(\delta _{ij}-{k_{i}k_{j} \over \mathbf {k} ^{2}}\right)}
descreve a troca de um fóton transversal. Tem um vetor de polarização {\displaystyle \mathbf {e} _{\lambda }} e acopla-se a uma partícula com carga {\displaystyle q} e trimomento {\displaystyle \mathbf {p} } com uma força {\displaystyle -q{\sqrt {4\pi }}\,\mathbf {e} _{\lambda }\cdot \mathbf {p} /m.}  Dado que {\displaystyle \mathbf {e} _{\lambda }\cdot \mathbf {k} =0} neste calibre, não importa se usamos o momento da partícula antes ou depois do fóton se acoplar a ela.
Na troca do fóton entre as duas partículas, pode-se ignorar a frequência {\displaystyle \omega } comparada com {\displaystyle c\mathbf {k} } no propagador trabalhando com a precisão em {\displaystyle v^{2}/c^{2}} que é necessária aqui.  As duas partes do propagador então resultam juntas a hamiltoniana efetiva
{\displaystyle H_{int}(\mathbf {k} )={4\pi q_{1}q_{2} \over \mathbf {k} ^{2}}-{4\pi q_{1}q_{2} \over m_{1}m_{2}c^{2}\mathbf {k} ^{2}}\mathbf {p} _{1}\cdot \left(\mathbf {1} -{\hat {\mathbf {k} }}{\hat {\mathbf {k} }}\right)\cdot \mathbf {p} _{2}}
por sua interação no espaço k. Isto é agora idêntico ao resultado clássico e não há vestígios dos efeitos quânticos usados nesta derivação.
Um cálculo semelhante pode ser feito quando o fóton se acopla a partículas de Dirac com spin s = 1/2 e usado para uma derivação da equação de Breit.  Isso resulta o mesmo que a interação de Darwin mas também termos adicionais envolvendo os graus de liberdade do spin e dependendo da constante de Planck.